# Pavle Bulatovic
Pavle Bulatović (Cirílico Serbio: Павле Булатовић; 13 de diciembre de 1948 – 7 de febrero de 2000) fue un político de Serbia y Montenegro.
Bulatović fungió como Ministro del Interior de Montenegro desde 1990 hasta 1992, luego como Ministro Federal del Interior de Yugoslavia y como Ministro de Defensa de la República Federal de Yugoslavia desde 1993 hasta su asesinato en el año 2000. Bulatović formaba parte del "Partido Socialista por la Gente" de Montenegro que en ese momento estaba aliado con el Partido Socialista de Serbia, liderado por Slobodan Milošević.

## Muerte
Bulatović fue baleado en Belgrado en la noche del 7 de febrero del 2000. El tiroteo ocurrió en el restaurante del FK Rad en el suburbio Banjica de Belgrado. Más tarde murió en la Academia Médica Militar de Belgrado. Su asesinato permanece sin resolución.